# Диденко, Галина Ивановна
Галина Ивановна Диденко (18 июня 1934, деревня Моршнево, Дмитриевский район, Курская область — 26 сентября 2020, посёлок Птичье, Покровский район, Донецкая область) — птичница Государственного племенного завода имени Чкалова Ясиноватского района Донецкой области, Украинская ССР. Герой Социалистического Труда (1971).

## Биография
Родилась в 1934 году в крестьянской семье в деревне Моршнево Дмитриевского района. В послевоенное время — птичница Государственного племенного птицезавода имени В. Чкалова в селе Нетайлово. Ежегодно показывала высокие трудовые результаты в птицеводстве. Первой на производстве стала выращиваться курицу породы белый леггорн.
Добилась получения в среднем от каждой несушки по 243 яйца в год. Досрочно выполнила личные социалистические обязательства и плановые задания Восьмой пятилетки (1966—1970). Указом Президиума Верховного Совета СССР от 8 апреля 1971 года удостоена звания Героя Социалистического Труда за «выдающиеся успехи, достигнутые в развитии сельскохозяйственного производства и выполнении пятилетнего плана продажи государству продуктов земледелия и животноводства» с вручением ордена Ленина и золотой медали «Серп и Молот» (№ 17571).
Неоднократно участвовала во Всесоюзной выставке ВДНХ. Избиралась депутатом Николаевского сельского совета, членом Донецкого областного профсоюзов работников сельского хозяйства.
После выхода на пенсию проживала в посёлке Птичье Покровского района. Умерла в сентябре 2020 года.
Награды
- Герой Социалистического Труда
- Орден Ленина
- Орден Трудового Красного Знамени (06.03.1981)
- 5 медалей ВДНХ.